# It all comes from beer
It all comes from beer er en dansk virksomhedsfilm fra 1952.

## Handling
En præsentation på engelsk af det berømte danske bryggeri Carlsberg, hvis overskud går til videnskab og kunst. Et kort historisk rids (optaget i Den Gamle By i Århus) og brygger J.C. Jacobsens person indleder filmen. Herefter gennemgås hele produktionsprocessen på det moderne bryggeri i Valby, hvorfra ølflaskerne strømmer ud i verden. Carlsbergs forskningsindsats i forhold til ølbrygning fremstilles, samt Carlsbergfondets formål, bl.a. støtte til cancerforskning, ekspeditioner og genopbygning af Frederiksborg Slot. Fondet støtter også kunsten; Carl Jacobsen byggede Glyptoteket, og der står masser af skulpturer rundt om i København, som er doneret af Carlsberg.

## Medvirkende
- Niels Bohr